# بال

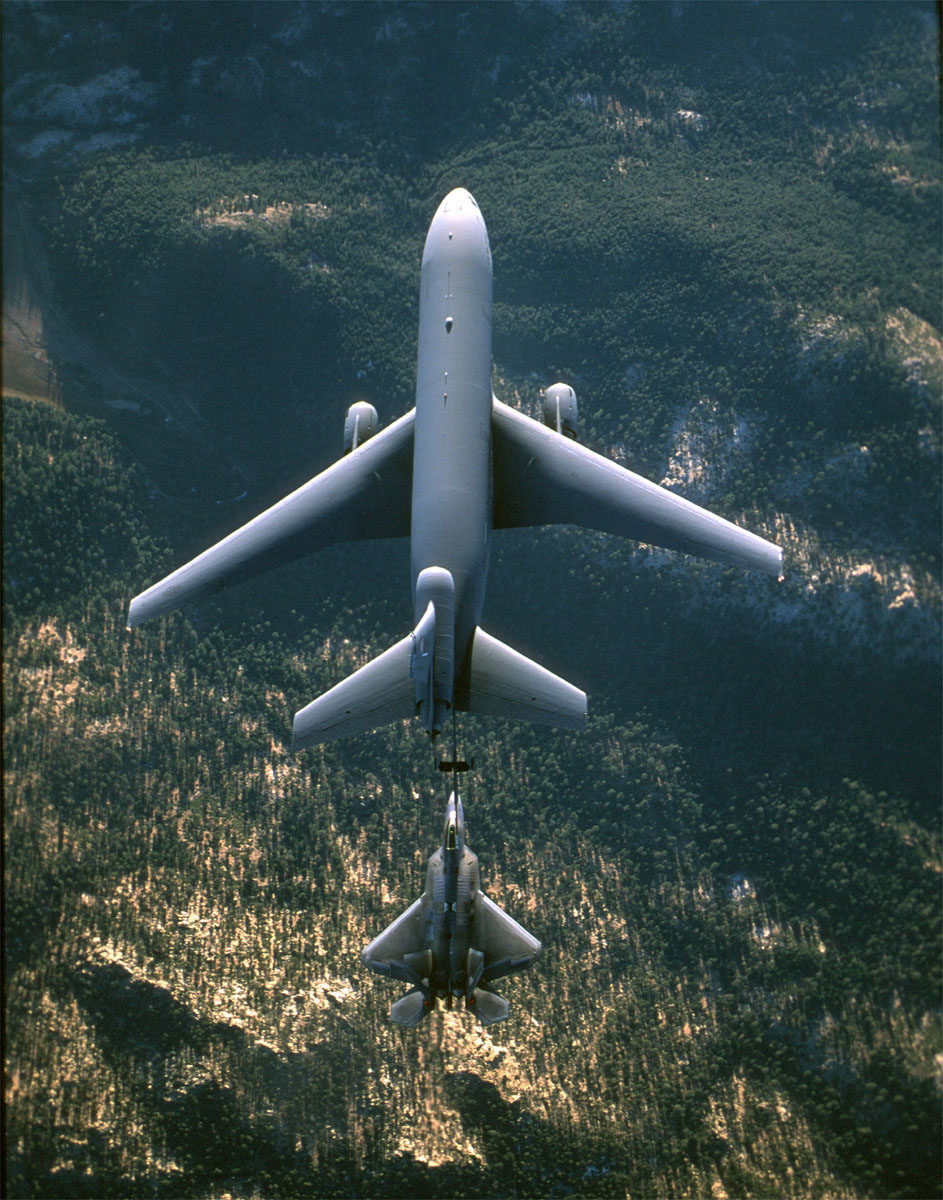
مقایسهٔ بالهای یک فروند مک‌دانل داگلاس کی‌سی-۱۰ اکستندر سوخت‌رسان بهمراه لاکهید مارتین اف-۲۲ رپتور

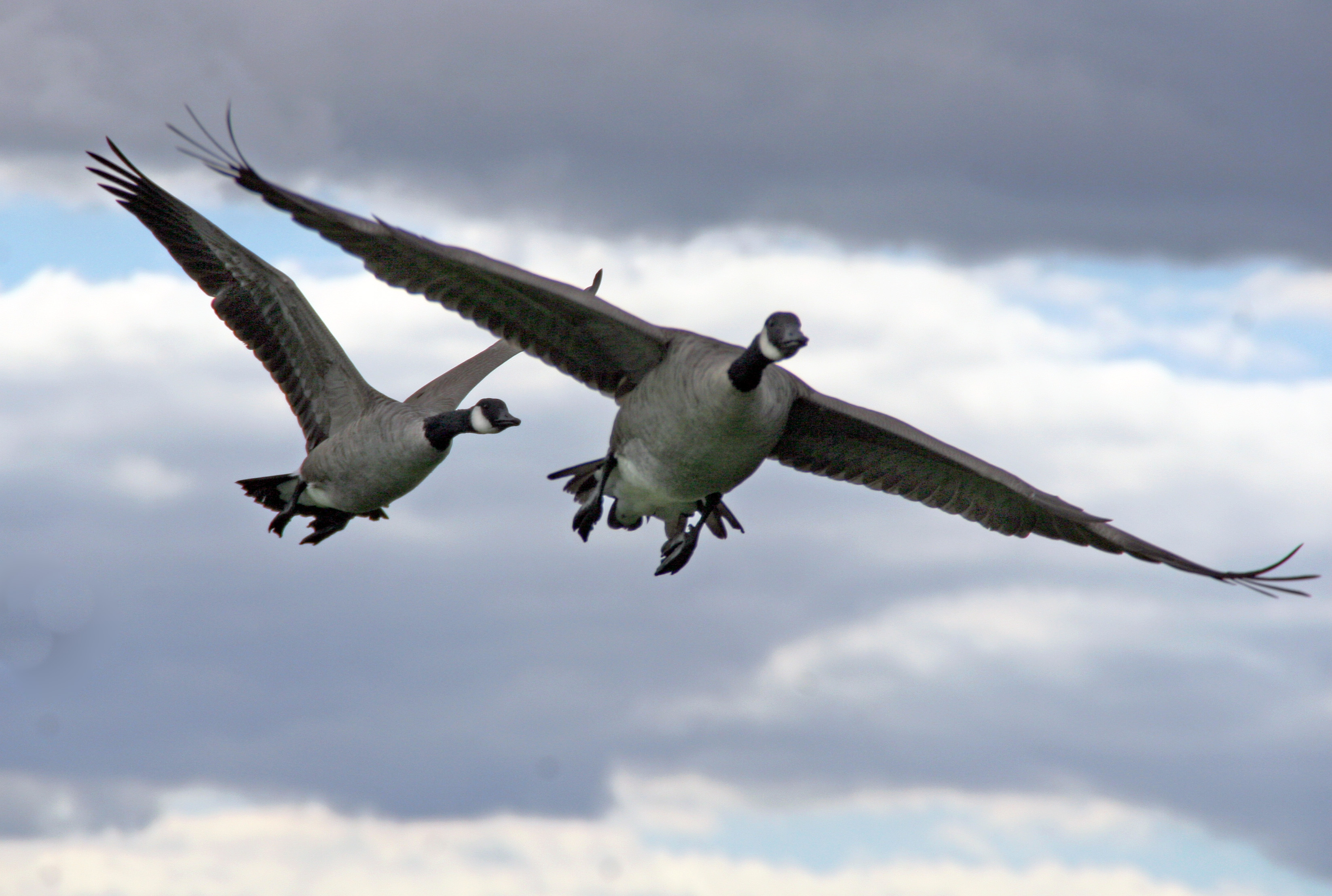
استفاده پرندگان از بال برای پرواز

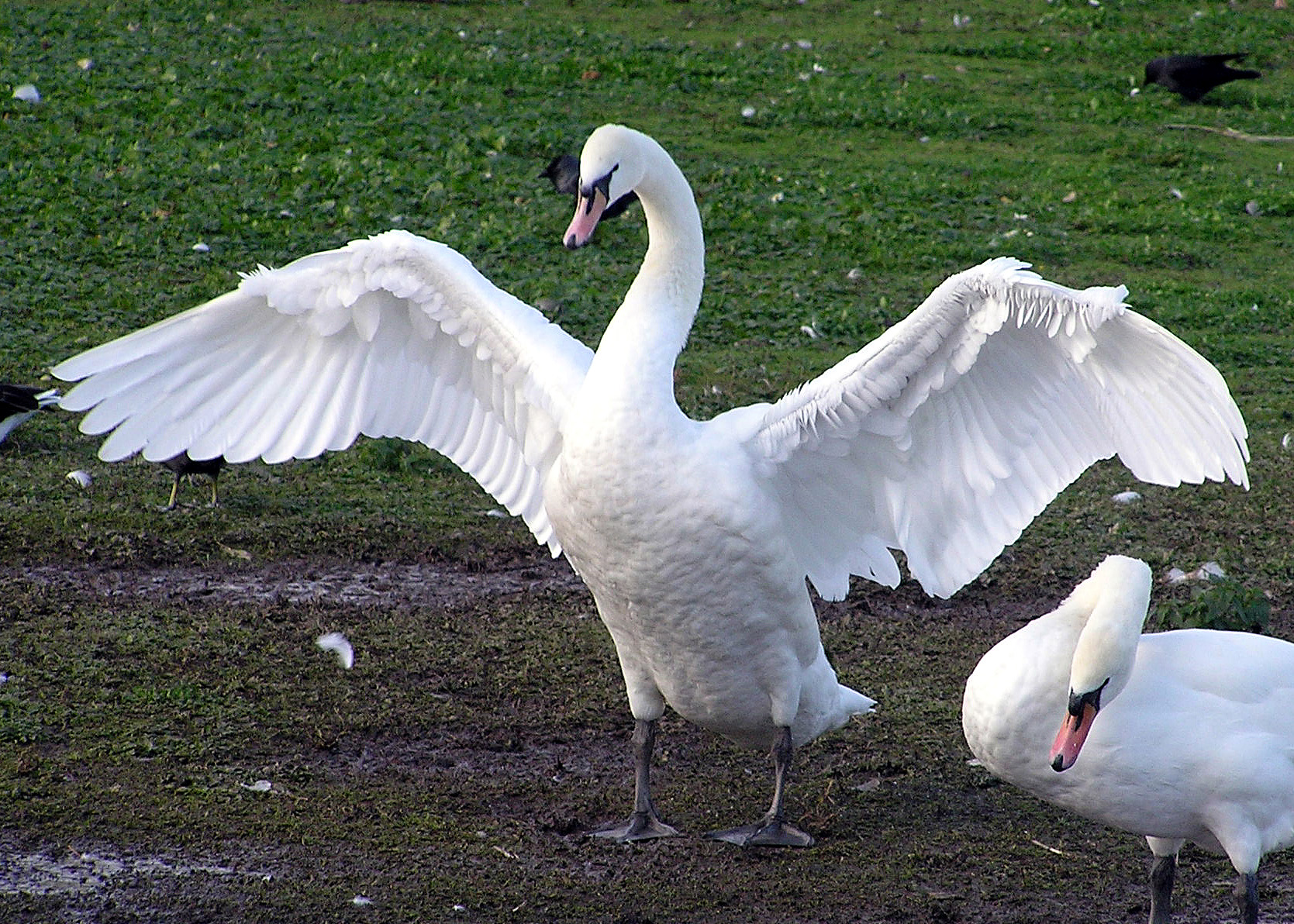
یک قوی گنگ در حال بال‌گستری

بال اندام پروازی در جانورانی است که توانایی پرواز دارند. این معنا به ابزار بلند شدن از زمین در ماشین‌های با توانایی پرواز ساخته دست بشر نیز گسترانده شده‌است. در زبان پهلوی بدان بالَگ می‌گفتند. نوع بال در انواع پرندگان متفاوت است.
وقتی پرنده بال می‌زند، نیروی مقاومت هوا به زیر بال فشار وارد کرده و پرنده را به بالا می‌کشاند. هنگام حرکت به جلو، نیروی مقاومت هوا که در جلو و زیر بال‌ها وجود دارد، همراه با چرخش خاصی که پرنده به بال‌ها می‌دهد، هوا را با فشار به عقب می‌راند و در نتیجه پرنده به بالا و جلو حرکت می‌کند. بال‌ها به دلیل شکل مقعر و سطح وسیعی که ناشی از وجود پرها است، می‌توانند فشار هوا را در سطح بالایی کاهش دهند، ولی برعکس در سطح زیرین حداکثر فشار را داشته باشند. در نتیجه پرواز پرنده در اثر عوامل مکانیکی ناشی از رابطهٔ متقابل پرها و فشار هوا حاصل می‌گردد. اگر جریان عمودی هوا به سمت بالا، دارای حرکت و سرعت باشد، کمک زیادی در بردن پرنده به مسیرهای طولانی، بدون بال زدن و از دست دادن انرژی می‌کند. این گونه جریان‌های هوا اغلب بر روی دریا اتفاق می‌افتد و مرغان دریایی هنگام مهاجرت از این جریان‌ها حداکثر استفاده را می‌کنند.
پرواز نیرومند پرندگان دریایی، بازها، عقاب‌ها و کرکس‌ها ناشی از کارایی آیرودینامیکی بال‌ها و پدیده هواشناختی است. این امر بدین صورت است که ابتدا پرنده با بال زدن شدید خود را تا ارتفاع ۳۰ متر بالا می‌برد. در این ارتفاع، در این ارتفاع ضمن چرخیدن دایره وار، تعداد بال زدن را کم می‌کند. در هر دایره به تناوب، قسمت‌هایی از مسیر را بال می‌زند و قسمت‌های بیشتری را بدون بال زدن طی می‌کند. در ارتفاع حدود ۱۲۰ تا ۱۵۰ متری بدون هیچ بال‌زدنی چرخ زده، با بال‌های گشوده به ارتفاعات بالاتر اوج می‌گیرد. اگر باد بوزد، مدارهای پرواز به صورت حلقه‌هایی در می‌آید که در جهت باد کشیده می‌شوند و پرنده شیرجه طولانی در ارتفاعات حدود ۲۰۰۰ تا۳۰۰۰ متری را با بال‌های نیم‌بسته آغاز می‌کند، سپس بال‌هایش را کاملاً باز می‌کند و در مسیر مارپیچ دیگری مجدداً اوج می‌گیرد. به این ترتیب پرنده با اوج گرفتن و شیرجه رفتن متناوب، مناطق وسیعی را تقریباً بدون صرف انرژی پرواز می‌کند.
بال برندگان از گونه‌های پر متفاوتی تشکیل شده‌است. پرها در پرندگان به سه دستهٔ کُرک‌پر، پوش‌پر و شاه‌پر (پرهای پروازی) تقسیم می‌شوند. پرندگان از کرک‌پرها برای به دام انداختن هوا در لابه لای پرها به جلوگیری از اتلاف گرما استفاده می‌کنند. پوش‌پرها هم مقاومت هوا را در برابر پرواز کاهش می‌دهند و بدن را حفظ می‌کنند. شاه‌پرها هم به پرنده قدرت پرواز می‌دهد که در بال‌ها و دم‌ها برای صعود و تعادل کاربرد دارد.

## ارتباط نوع بال با زیستگاه
پرندگانی که در نقاط مختلف جهان زندگی می‌کنند، دارای انواع مختلفی از بال‌ها هستند. ساختمان بال پرندگان و نحوهٔ پرواز آنها، به چگونگی زندگی و سبک تغذیه و شرایط محیط زیست آنها ارتباط دارد. مثلاً پرندگان خوب پرواز مانند شاهین، عقاب و لاشخور می‌توانند مسافت زیادی را بدون بال زدن طی کنند؛ بنابراین بال‌های آنها عریض و پهن است. در صورتی که پرندگان بدپرواز، مانند پرندگان قابل شکار، برای آنکه بتوانند سریعاً از محل خطر دور شوند، بال‌های کوتاه و تقریباً لب گرد دارند. طبیعی است قدرت و مسافت پرواز این نوع پرندگان کم خواهد بود.
پژوهشگران دریافته‌اند که هرچه محل زندگی پرندگان به خط استوا نزدیک‌تر شود، طول بال آن‌ها کوتاه‌تر و شکل آن گردتر می‌شود. پرندگانی که بال‌های کوچک‌تری دارند، در یک محدوده مشخص زندگی می‌کنند؛ زیرا بال‌های آن‌ها برای پروازهای طولانی تکامل نیافته‌است. پرندگان ساکن جنگل‌های بارانی آمریکای جنوبی، آفریقا و گینه نو عموماً بال‌های کوچک و گرد دارند زیرا برای یافتن غذا نیازی به پروازهای طولانی و طی مسافت زیاد ندارند. در حالی که پرندگان اروپا و آمریکای شمالی دارای بال‌های بلند و نوک تیز هستند و اغلب برای تولید مثل یا یافتن غذا مهاجرت یا مسافت‌های طولانی را طی می‌کنند. در واقع شکل بال پرندگان بازتابنده سبک زندگی آن‌ها است.
در همین حال برخی پژوهش‌ها نشان داده‌است که پرهای تیره پرندگان می‌توانند امکان پرواز بهتر را برای آنها فراهم کنند. این پرها می‌توانند بال‌های پرنده و هوای اطراف آن را گرم کنند و جریان هوا را در اطراف بال افزایش دهند. پرهای تیره‌تر، بیش از پرهای روشن گرم می‌شوند. تفاوت دمای میان پرهای سفید و سیاه، حدود ۹ درجه است. الگوی معمولی بال یعنی پرهای سفید در قسمت پایه بال و پرهای سیاه در نوک بال، می‌تواند توانایی بلند شدن پرنده را هنگام پرواز افزایش دهد. تفاوت دما میان پرهای روشن و تیره، امکان انتقال حرارت را به هوای اطراف بال فراهم می‌کند و آن را از قسمت‌های سردتر به قسمت‌های گرم‌تر حرکت می‌دهد. این فرایند، جریان هوا را در اطراف بال افزایش می‌دهد و موجب می‌شود پرواز کارآمدتر باشد. بال چندین گونه پرنده از جمله لک‌لک و پلیکان، پرهایی با پایه سفید دارد که نوک آنها سیاه است. اما تفاوت‌هایی نیز میان این پرندگان وجود دارد. وجود دو رنگ متفاوت در یک بال می‌تواند به بهبود پرواز پرنده کمک کند.

## انواع سبک پرواز در پرندگان
در جریان بال زدن و پرواز، شاهپرها حالت‌های مختلفی به خود می‌گیرند، اشکال متفاوت این پرها مربوط به ساختمان و تعدادشان در بال بوده، در برخاستن، مانور دادن در هنگام پرواز، یا نشستن پرنده نقش مهمی دارند. فاصله و شکاف میان شاهپرهای بال اهمیت بسیاری در بالا رفتن و برخاستن پرنده از زمین دارد. آخرین شاهپر بال به دلیل ظرفیت و عملکرد مستقل آن، می‌تواند شکاف لازم را برای شکل‌های مختلف پرواز ایجاد کند. این شکاف‌ها نقش ویژه ای در مانور حرکتی و سرعت پرنده هنگام پرواز دارد. در پرندگانی مانند عقاب و لاشخور که پرواز گشوده بال دارند، دارای شاهپرهایی هستند که در انتها باریک بوده و هنگام پرواز از هم جدا و خمیده می‌شود.
کنترل و تغییر مسیر پرواز به دو صورت بال زدن شدیدتر و تغییر زاویهٔ بال از وضعیت عادی آن انجام می‌گیرد. پرندگانی مانند ابیا و زاغی با چرخاندن دم به یک سو و بلند کرد و پائین نگه داشتن آن، مسیر پروازشان را تغییر می‌دهند؛ لذا دم در برخاستن یا ترمز کردن و نیز هنگام نشستن بر روی زمین نقش مهمی بر عهده دارد.
انواع دیگری مانند حواصیل و درنا برای چرخ زدن یا تغییر جهت، پاها را به شکلی خاص در امتداد و پشت بدن می‌چرخانند. در این پرندگان پا نقش مهمی در پرواز دارد اما در برخی دیگر پا نقش مهمی در برخاستن به منظور پرواز دارد. پرندگانی مانند چنگر، فلامینگو، قو و گونه‌های کمی از اردک‌ها هنگام برخاستن ابتدا مسافتی را بر روی آب می‌دوند. همزمان با این دویدن، بال‌ها به صورت پره‌هایی در اطراف بدن عمل می‌کند. هنگامی که این پرندگان به سرعت لازم رسیدند، پاها را در امتداد بدن جمع می‌کنند و به پرواز در می‌آیند.

## سازوکار بال و پرواز

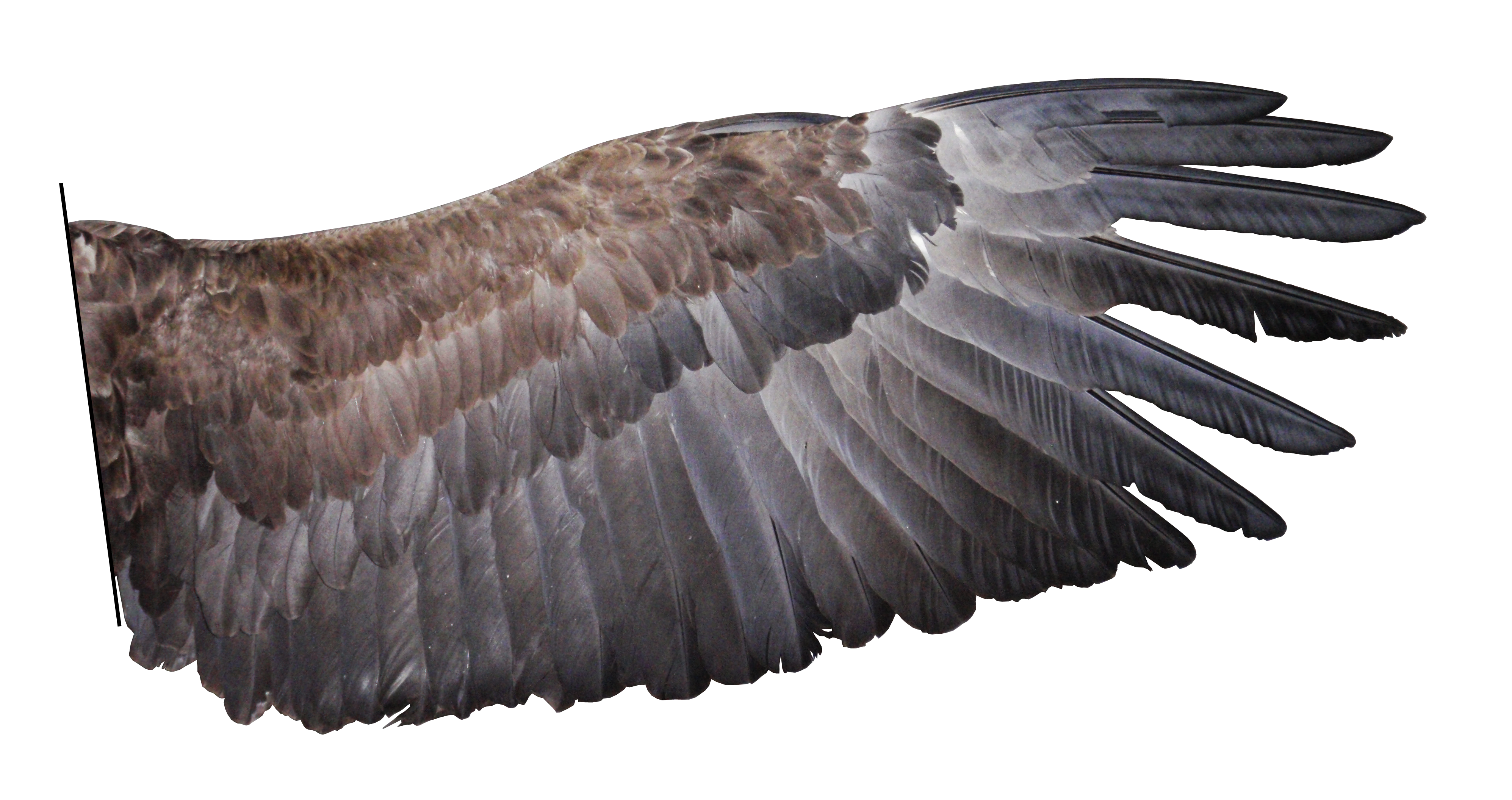
بال عقاب دریایی دم‌سفید.

پرندگان از نیروهای پَسار و برآر هنگام برخاستن و فرود آمدن استفاده می‌کنند. نیروی پسار نامی است که در فیزیک و دینامیک سیالات به نیروهایی که در جهت بازداشتن اجسام از حرکت در درون سیالات کار می‌کنند، داده می‌شود. زمانی که جسمی درون سیال حرکت می‌کند برهم‌کنشی بین جسم و سیال رخ می‌دهد. تنش برشی به علت اثرات گرانروی و تنش‌های عمودی به علت فشار بر جسم وارد می‌شوند. به برآیند این نیروها در جهت سرعت جریان بالاسری نیروی پسار و عمود بر جهت سرعت جریان بالاسری نیروی برآر گفته می‌شود.
در پرواز یک پرنده به علت وجود نیروی قابل ملاحظهٔ گرانش و مقابلهٔ آن با بالاروندگی، سرعت‌های پایین نیز می‌توانند باعث تلاطم شوند که برای جلوگیری از این موضوع دو راهکار صورت می‌گیرد که یکی مشابه با هواپیماها یعنی افزایش انحنا و زاویهٔ بال با جریان و دیگری ساختارهایی به نام بالک است. نگاه به انواع کلی بال پرندگان این موضوع را روشن‌تر می‌کند.
در بال‌های بیضی‌شکل مانند بال‌های دارکوب‌ها و گنجشک‌ها که در مناطق جنگلی و انبوه مانور می‌دهند، نسبت طول به عرض کم است. فاصلهٔ بین پرهای اولیهٔ انتهای بال‌ها باعث افزایش توانایی در مانورهای کم سرعت و پیچ‌های تند و سهولت فراز و فرود با سرعت‌های کم است. نوعی پرندهٔ کوچک می‌تواند در ۰۳/۰ ثانیه تغییر جهت دهد. انتهای بال‌های انواعی که دارای نسبت طول به عرض زیاد هستند، مانند بادخورک‌ها نوک‌تیز است. این انتهای نوک تیز باعث کاهش کشیدگی‌های مولد تلاطم ویژهٔ سرعت‌های بالاست. مشکل این نوع بال عدم توانایی حفظ پرنده در سرعت‌های پایین است تا حدی که بادخورک‌ها قادر به شروع پرواز از سطح زمین نیستند و تنها قادر به پرواز و ادامهٔ آن پس از جهیدن در هوا و سرعت گرفتن هستند.
نسبت طول به عرض بال‌های پویای صعودی که در مرغ‌های دریایی مشاهده می‌شد، زیاد است. این بال‌ها برای نوعی از پرواز به نام پرواز صعودی مناسب است که پرنده با استفاده از جریان‌های بالاروندهٔ اطراف ارتفاعات و دریاها بدون صرف انرژی زیاد می‌تواند اوج بگیرد و پرواز کند. این پرندگان در نزدیک سطح دریا سرعت‌های اندک و در ارتفاعات بالا سرعت‌های بالایی را برمی‌گزینند. بدیهی است که شروع این پرواز با پرش از ارتفاعات و اوج گرفتن در جریان‌ها شروع می‌شود، اما مانند بادخورک‌ها عدم توانایی شروع اوج از سطح زمین مشاهده نمی‌شود.
آخرین نوع بال‌ها هم مرتبط با شاهین‌ها، عقاب‌ها و بسیاری دیگر پرندگان شکاری می‌شود که وزن‌های سنگین را حمل می‌کنند و وجود بالک‌ها باعث صعود زیاد در سرعت کم می‌شوند. از انواع حرکت در آسمان پرندگان که عنوان‌های پرواز بال‌زدنی، پرواز تعلیقی و سُر خوردن را دارند، شاید جالب‌ترین نوع در پرواز تعلیقی پرندهٔ شهدخوار باشد. این پرواز به معنای حفظ ارتفاع ثابت در سرعت صفر است. برای بررسی دینامیک این پرواز اطلاعاتی که آناتومی این پرنده به ما می‌دهد، بزرگ‌تر بودن قابل توجه ماهیچهٔ مسئول بالابردن بال‌هاست. در اکثر پرندگان این ماهیچه به‌طور چشمگیری کوچک‌تر از ماهیچهٔ سینه‌ای است.

## رنگ‌یابی بال
الگوهایی که در پرهای پرندگان دیده می‌شود ترکیبی پیچیده از خطوط، نقاط و خال‌هاست. الگوی رنگ‌آمیزی در بسیاری از پرندگان به استتار بهتر کمک می‌کند. این ویژگی علاوه بر پنهان شدن از دست شکارچیان به پرنده در جذب جفت بهتر نیز کمک می‌کند. الگوی رنگ‌آمیزی عمدتاً با حضور دو نوع رنگدانه اتفاق می‌افتد: ملانین که رنگ‌هایی در طیف سیاه، خاکستری، قهوه‌ای و نارنجی را تولید می‌کند و کاروتنوئید که برای تولید رنگ‌ها و سایه‌های روشن‌تر در ساختار پرهای ویژه استفاده می‌شود.
پرندگان به خودی خود نمی‌توانند کاروتنوئید تولید کنند. برای داشتن پرهایی با رنگ روشن، پرندگان باید مواد غذایی مصرف کنند که حاوی این رنگدانه باشد، بدین ترتیب کاروتنوئید در جریان خون به گردش درمی‌آید تا به فولیکول‌های پر برسد. بدن پرندگان دارای کنترل سلولی مستقیم بر ترکیب و ذخیره‌سازی کاروتنوئید نیست؛ همچنین هیچ کنترلی بر ساختار پرهای ویژه ندارد. پرهای ویژه در واکنش به کاروتنوئید مصرفی با سازوکاری که توسط سلول‌های ویژه تنظیم نمی‌شود، تولید می‌شوند. از سوی دیگر، ملانین در بدن پرنده و در سلول‌های خاصی به نام ملانوسیت ترکیب می‌شود. ملانوسیت‌ها با فولیکول‌های پر همکاری می‌کنند تا رنگدانه‌ها را به خوبی تحت کنترل داشته باشند. رنگدانه‌ها و ساختارهای متفاوت منجر به تولید رنگ‌های مختلف در پر می‌شود. اکثر این طرح‌های پیچیده توسط ملانین تولید شده‌است.